# モガン石
モガン石（モガンせき、英: Moganite、モガナイト）は、化学式SiO2（二酸化ケイ素）を持つ酸化鉱物の一種である。1984年に発見された。単斜晶系で結晶化する。モガン石は石英の多形であると考えられる: モガン石は水晶と同じ化学組成を持つが、結晶構造が異なっている 。
1994年、国際鉱物学連合（IMA）は、モガン石は石英と明白に区別できないため別個の鉱物とは認められないとした。2007年に、モガン石はIMAの新鉱物命名・分類委員会（CNMNC）によって正当な鉱物であると認められた。
この鉱物はグラン・カナリア島やマガディ湖といった乾燥した場所において主に見られる。ヨーロッパやインド、アメリカ合衆国の様々な場所から報告されている。グラン・カナリア島のムニシピオであるモガンに因んで命名された。物理的には、およそ6の硬度を持ち、光沢は鈍く、色は透明の灰色に見える。